# 801

## Събития
- 28 декември – Людовик Благочестиви окупира Барселона